# Kurumbas (peuple de l'Inde)
Pour les articles homonymes, voir Kurumba.

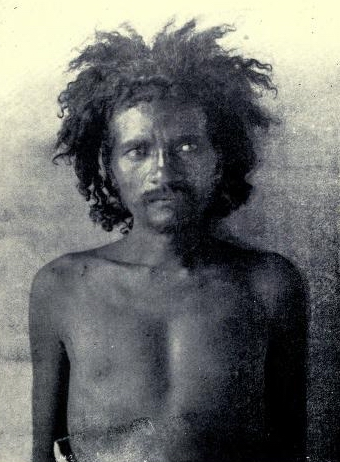
Homme de l'ethnie Kurumba (début du XXe siècle)

Les Kurumbas forment un groupe ethnique de langue dravidienne habitant une trentaine de villages de la partie centrale du Tamil Nadu, en Inde du Sud. Ils sont approximativement 12 000.

## Description
Les montagnes du Nilgiris (État du Tamil Nadu en Inde du Sud) révèlent de nombreuses inscriptions peintes ou gravées sur les parois des grottes et les falaises abruptes. Datant probablement de 2 à 3000 ans, elles témoignent de la présence d’une grande diversité de peuplades dans des lieux difficiles d’accès.
Les Kurumbas sont l’un des sept groupes tribaux des montagnes du Nilgiris. Ce sont traditionnellement des chasseurs (tir à l'arc) et des cueilleurs de miel sauvage. Cette cueillette obéit à un rituel très précis et s’effectue de manière périlleuse le long de lianes disposées au-dessus de grottes. Aujourd’hui la chasse est interdite, la cueillette du miel se poursuit, elle est complétée par la cueillette d’autres fruits sauvages ou semi-sauvages (amlas, jaques…) qui sont vendus sur les marchés locaux.
Leur population est d’environ 12 000 personnes réparties en une trentaine de villages. Ils se divisent en deux clans : les Nagaras et les Balogas. Le mariage est arrangé ; il s’effectue toujours entre individus de deux clans différents. Après son mariage la jeune fille appartient au clan de son époux.
Vivant au milieu de la nature, ils ont un grand respect pour elle et pour leurs ancêtres. De religion animiste (grande proximité avec la nature) leurs deux principales divinités, généralement représentées par des pierres dressées, sont :
- Kumbadeva (l’identité masculine correspondant à Shiva, la connaissance)
- Dupakota Amma (l’identité féminine correspondant à Shakti, l’énergie).

## Arts
Une de leurs traditions consistait à effectuer des peintures sur les façades de leurs maisons. Ces œuvres étaient principalement liées au rythme de la nature, des pluies et des récoltes… avec en particulier la célébration de Pongal, la grande fête annuelle du monde rural dans le Sud de l'Inde qui sur trois jours honore successivement le soleil, le riz et le bétail. Ces traditions se sont presque éteintes à la fin du XXe siècle avant de reprendre il y a quelques années grâce à la fondation CPR Environmental Éducation Centre et l’organisation TRIFED. Plusieurs membres de la tribu ont décidé de reprendre le flambeau des anciens afin de transmettre aux générations qui suivent toute la richesse d’une culture respectueuse de son environnement.
Toutes les peintures témoignent de leur attachement à la nature. Les arbres sont très présents, chaque variété ayant une fonction médicinale ou rituelle : le « houroudey maran » avec ses vertus médicinales, le « meha maram », l’arbre à sève rouge réputé pour attirer la pluie, ou bien encore le « pahala maran » favorisant les mariages…